# سانتیاگو د وراگواس
سانتیاگو د وراگواس (به اسپانیایی: Santiago de Veraguas) یک منطقهٔ مسکونی در پاناما است که در استان چیریکی واقع شده‌است. سانتیاگو د وراگواس ۹۷۵ کیلومتر مربع مساحت و ۸۸٬۹۹۷ نفر جمعیت دارد و ۱۰۱ متر بالاتر از سطح دریا واقع شده‌است.

## خواهرخوانده
شهر سانتیاگو خواهرخواندهٔ سانتیاگو د وراگواس هست.

## نگارخانه

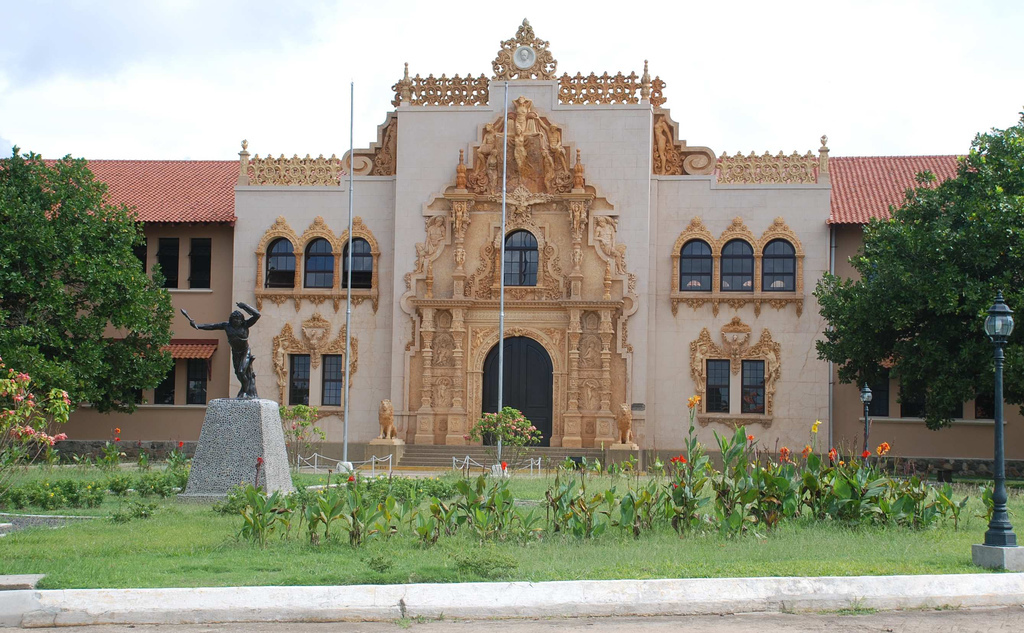
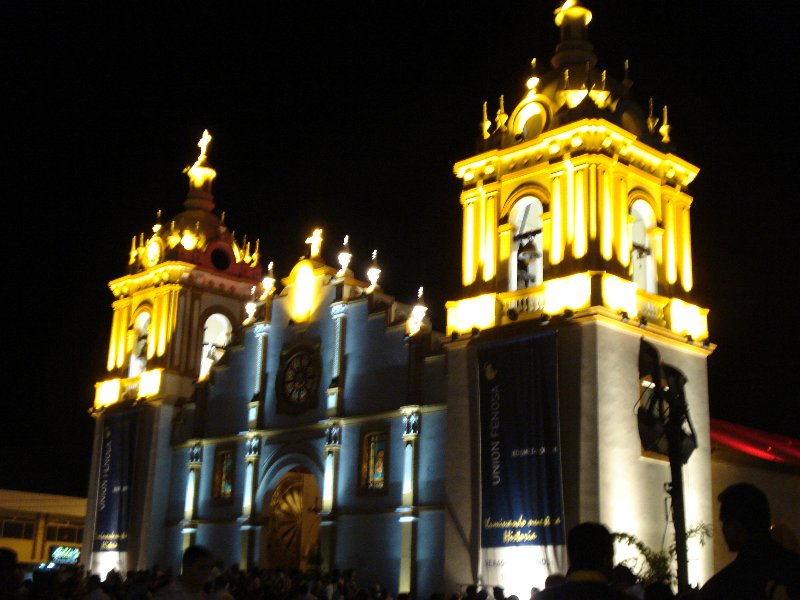
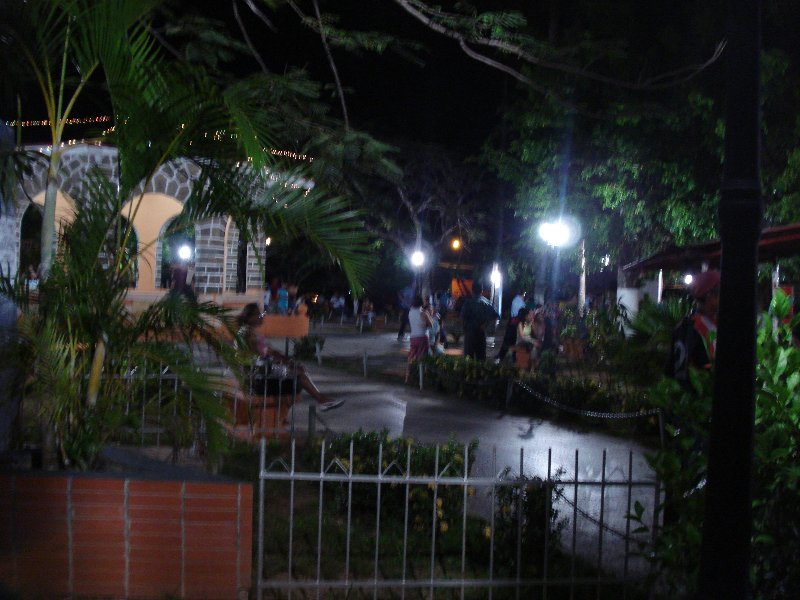